# Superbase
In chimica, il termine superbase indica una base estremamente forte che praticamente riesce a strappare ioni {\displaystyle {\ce {H+}}} dalla quasi totalità dei composti noti. I chimici utilizzano come termine di riferimento per determinare la forza di una superbase l'idrossido di sodio. Mentre lo ione ossidrile {\displaystyle {\ce {OH-}}} rappresenta la base più forte che possa esistere in soluzione acquosa (vedi effetto livellante), esistono specie chimiche più basiche in grado di originare una reazione acido-base con l'acqua producendo lo ione {\displaystyle {\ce {OH-}}} e la superbase protonata. Un'altra caratteristica delle superbasi consiste nella capacità di dare
{\displaystyle \alpha -}deprotonazione quantitativa di un composto carbonilico con l'ottenimento di uno ione enolato, cosa non possibile con una classica base forte. Nonostante ciò il termine "superbase" non gode di una definizione chimica standard.
Esistono principalmente tre principali classi di superbase: organica, metallorganica e inorganica.

## Esempi di superbasi

L'1,8-bis(dimetilammino)naftalene, un classico esempio di "spugna protonica".

Le "spugne di protoni" sono una categoria di superbasi organiche tanto impedite stericamente da riuscire solamente a legare il piccolo {\displaystyle {\ce {H+}}} e nessun altro tipo di catione. Altri esempi di superbasi organiche sono rappresentati da litio diisopropilammide (LDA) e da una combinazione di n-butillitio (composto metallorganico) e dal potassio t-butossido (la miscela costituisce la base di Lochmann-Schlosser).
Superbasi inorganiche sono tipicamente sali con piccoli ioni negativi che possiedono grande carica, come del caso del nitruro di litio ({\displaystyle {\ce {Li3N}}}), la cui elevata densità di carica negativa interagisce fortemente con gli ioni acquosi {\displaystyle {\ce {H+}}}. Anche gli idruri ionici possono considerarsi delle superbasi, essi strappano uno ione idrogeno dall'acqua tramite la reazione:
{\displaystyle \mathrm {H} ^{-}+\mathrm {H_{2}O} \to \mathrm {H_{2}} \uparrow +\mathrm {OH^{-}} },
spostando la base più debole {\displaystyle {\ce {OH-}}} con produzione di idrogeno gassoso.